# デヴィッド・ブッシュネル

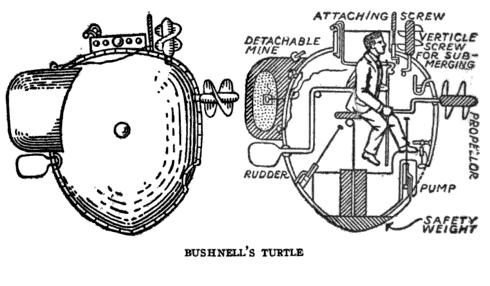
ブッシュネルのタートル潜水艇の図

デヴィッド・ブッシュネル（David Bushnell、1742年 - 1824年）は、アメリカ独立戦争ごろに活躍したアメリカ合衆国の発明家。コネチカット州 Saybrook 出身。1775年、イェール大学在学中、戦闘に使われた世界初の潜水艇を作ったことで知られている。水中での見た目がカメのようだったため、タートル号と名付けた。バラストとして水を使うアイデアを考案し、その潜水・浮上方式は現代の潜水艦でも使われている。また、スクリューによる推進を世界で初めて使った。
イェール大学在学中、火薬が水中でも爆発することを証明した。また、世界初の時限爆弾も作っている。これを1777年には鉱山での発破に使った。1776年夏、その爆弾を使い、ニューヨーク港を封鎖していたイギリスの艦船の船体に穴を開けて爆弾を仕掛けようとした。しかしそれら艦船は前任地であるカリブ海の寄生生物から船内を守るために外殻の内側に金属板を張っていたため、ブッシュネルの試みは失敗に終わった。その後、タートル潜水艇を製作した。タートルは最終的には沈没している。
1781年7月8日、工兵および地雷工兵の尉官に昇進。後にフランスに旅行し、最終的にジョージア州 Warrenton に定住した。Warrentonでは Warrenton Academy で教え、医療も行った。1824年に亡くなったが、その直前にジョージ・ワシントンから勲章を授与された。ブッシュネルの潜水艇の複製モデルはコネチカット州グロトンの U.S. Navy Submarine Force Museum and Library に展示されている。